# Anthurium chacoense
Anthurium chacoense är en kallaväxtart som beskrevs av Thomas Bernard Croat. Anthurium chacoense ingår i släktet Anthurium och familjen kallaväxter. Inga underarter finns listade.